# Tracer (Nuklearmedizin)
Ein Tracer (englisch trace = Spur) ist eine künstliche, oft radioaktiv markierte körpereigene oder körperfremde Substanz, die nach Einbringung in den lebenden Körper am Stoffwechsel teilnimmt und darüber unterschiedlichste Untersuchungen ermöglicht oder erleichtert. Wegen der minimalen Stoffmenge werden dabei die Körperfunktionen nicht gestört. Erfinder der Methode war der Ungar George de Hevesy.
Die Tracermethode findet heute neben der nuklearmedizinischen Diagnostik auch in der Forschung in Chemie, Biologie und Biochemie Anwendung.
Siehe auch: Radiopharmakon